# THE GREAT JAMBOREE 2014 “FESTIVARENA”日本武道館
『THE GREAT JAMBOREE 2014 “FESTIVARENA” 日本武道館』（ザ・グレート・ジャンボリー 2014 フェスティバリーナ にっぽんぶどうかん）は、日本のロックバンド・スピッツのライブDVD&Blu-ray。2016年1月1日にユニバーサルミュージックより発売。

## 概要
- 2014年に開催された全国アリーナツアー『SPITZ THE GREAT JAMBOREE 2014 “FESTIVARENA”』[1]より、2014年7月10日に行われたスピッツ結成以来初となる日本武道館公演の模様を収録した映像作品。[2]
- DVDとBlu-rayの2規格で販売。DVDは2枚、Blu-rayは1枚。
- デラックスエディション-完全数量限定生産盤-と通常盤の2形態で発売。限定盤の特典は、ライブ音源CD2枚、収録公演当日のステージを再現した仕掛け絵本、スタッフ用に撮影された全公演の定点カメラ映像からピックアップした定点観測資料映像(約10分)、A5サイズブックレット。
- これまで商品化されることのなかったインディーズ時代の楽曲「晴れの日はプカプカプー」が収録されている。
- 1本のライブの中から本編・アンコールを合わせた全曲が収録されたスピッツの映像作品の商品はこれが初となる。また、一部カットされてはいるものの、MCも全編収録されている。

## 収録曲

### BD・DVD
1. 夜を駆ける
2. 海とピンク
3. けもの道
4. 僕の天使マリ
5. ラズベリー
6. 恋する凡人
7. 空も飛べるはず
8. プール
9. フェイクファー
10. 夏の魔物
11. 涙がキラリ☆
12. エスカルゴ
13. ヒバリのこころ
14. スワン
15. 楓
16. 愛のことば
17. 正夢
18. ハニーハニー
19. エンドロールには早すぎる
20. 8823
21. 野生のポルカ
22. トンガリ'95
23. 俺のすべて
24. 晴れの日はプカプカプー
25. バニーガール

### 限定盤特典ライブCD

#### CD 1
1. 夜を駆ける
2. 海とピンク
3. けもの道
4. 僕の天使マリ
5. ラズベリー
6. 恋する凡人
7. 空も飛べるはず
8. プール
9. フェイクファー
10. 夏の魔物
11. 涙がキラリ☆
12. エスカルゴ
13. ヒバリのこころ
14. スワン
15. 楓
16. 愛のことば
17. 正夢

#### CD 2
1. ハニーハニー
2. エンドロールには早すぎる
3. 8823
4. 野生のポルカ
5. トンガリ'95
6. 俺のすべて
7. 晴れの日はプカプカプー
8. バニーガール
9. 不思議 (Bonus Track)
10. 青い車 (Bonus Track)

※ボーナス・トラック「不思議」「青い車」は別日収録

## 参加ミュージシャン
- スピッツ
  - 草野マサムネ
  - 三輪テツヤ
  - 田村明浩
  - 﨑山龍男
- クジヒロコ